# Płąchawy
Płąchawy – wieś w Polsce położona w województwie kujawsko-pomorskim, w powiecie wąbrzeskim, w gminie Płużnica.
W latach 1950–1954 miejscowość była siedzibą gminy Płąchawy. W latach 1975–1998 miejscowość administracyjnie należała do województwa toruńskiego. Według Narodowego Spisu Powszechnego (III 2011 r.) liczyła 502 mieszkańców. Jest trzecią co do wielkości miejscowością gminy Płużnica. Znajduje się w niej szkoła Podstawowa (klasy 4-6). Przez wieś przebiega droga wojewódzka nr 543.
Miejscowość w średniowieczu (XIV wiek) przeszła na własność prokuratora papowskiego (z Papowa Biskupiego).